# Limoselleae
Limoselleae, tribus iz porodice strupnikovki (Scrophulariaceae). Sastoji se od 27 rodova, a tipični je voduška ili blatnica (Limosella) sa vrstom vodena blatnica Limosella aquatica L..

## Opis
Kladističke analize maksimalne štedljivosti i Bayesovih metoda zaključivanja podataka o kloroplastima i jezgrinoj sekvenci ukazuju na novi položaj za Limosella (Scrophulariaceae). Slijedom ovog rezultata, predstavljen je novi opis plemena Limoselleae gdje je pleme Manuleeae uključeno u Limoselleae. Nadalje, studija otkriva da je rod Sutera parafiletičan u svom sadašnjem području, ali da su dva dijela Sutere, Sutera i Chaenostoma, monofiletična. Kako bi se prilagodili ovim nalazima, ponovno je uspostavljen rod Chaenostoma. Nadalje, pokazalo se da je rod Jamesbrittenia koji je nedavno proširio Hilliard visoko podržana monofiletska skupina u svom trenutnom području.
Rod Limosella, voduška, rasprostranjen je diljem svijeta s 18 opisanih vrsta. One su male, vodene do poluvodene biljke koje obično rastu u mulju i/ili plitkim vodama. Listovi su više ili manje ružičastog, šiljastog ili valjkastog oblika, ali se mogu razdvojiti na peteljku i s lopatičastom do jajastom oštricom. Mnoge vrste su heteroblastične i tvore potopljene oblike, kao i kopnene oblike i oblike s plivajućim listovima. Mali cvjetovi obično su u obliku peteljke, rijetko sjedeći i otvoreni su kada su prisutni na zraku, ali su napola do potpuno zatvoreni kada su uronjeni u blato ili vodu. Čaška je zvonasta, petero- (rjeđe četvero-) režnjevita. Bijeli, ružičasti, plavi ili lila vjenčić sastoji se od cilindrične cijevi i kraka s pet (rjeđe četiri) režnjeva s indumentom od eglandularnih i žljezdastih dlačica. Broj prašnika je obično četiri, a prašnici su jedinstveni. Dvolokularni jajnik ima jezičasti stil sa zaobljenom, ponekad slabo bifidnom, stigmom. Plod je mali i otvara se s dva zaliska, a broj žućkastih do smeđih sjemenki varira od tri do preko stotinu. Rod je Bentham (1846.) smjestio u tribus Sibthorpieae, a Hallier (1903.) u Gratioleae, a posljednji ga je revidirao Glück (1934.). Dumortier (1827) je za Limoselu ustanovio pleme Limoselleae.

## Rodovi
1. Jamesbrittenia Kuntze (84 spp.)
2. Limosella L. (15 spp.)
3. Manuleopsis Thell. (1 sp.)
4. Glekia Hilliard (1 sp.)
5. Hebenstretia L. (24 spp.)
6. Dischisma Choisy (11 spp.)
7. Zaluzianskya F.W.Schmidt (57 spp.)
8. Pseudoselago Hilliard (28 spp.)
9. Chenopodiopsis Hilliard & B.L.Burtt (3 spp.)
10. Phyllopodium Benth. (26 spp.)
11. Polycarena Benth. (17 spp.)
12. Tetraselago Junell (4 spp.)
13. Melanospermum Hilliard (6 spp.)
14. Glumicalyx Hiern (6 spp.)
15. Selago L. (191 spp.)
16. Microdon Choisy (7 spp.)
17. Gosela Choisy (1 sp.)
18. Cromidon Compton (12 spp.)
19. Trieenea Hilliard (10 spp.)
20. Strobilopsis Hilliard & B. L. Burtt (1 sp.)
21. Globulariopsis Compton (7 spp.)
22. Sutera Roth (3 spp.)
23. Camptoloma Benth. (3 spp.)
24. Barthlottia Eb.Fisch. (1 sp.)
25. Lyperia Benth. (6 spp.)
26. Manulea L. (71 spp.)
27. Chaenostoma Benth. (46 spp.)